# Egil Danielsen
Egil Danielsen (Hamar, Hedmark, 9 de noviembre de 1933-29 de julio de 2019) fue un atleta noruego, especializado en la prueba de lanzamiento de jabalina en la que llegó a ser campeón olímpico en 1956.

## Carrera deportiva
En los JJ. OO. de Melbourne 1956 ganó la medalla de oro en el lanzamiento de jabalina, con una marca de 85.71 metros que fue récord del mundo, superando al polaco Janusz Sidło (plata) y al soviético Viktor Tsybulenko (bronce).